# A149 (Russland)
Die A149 ist eine Fernstraße föderaler Bedeutung in der russischen Region Krasnodar im Kaukasus. Mit ihren 39 km Länge gehört sie zu den kürzesten des russischen Fernstraßennetzes. Sie führt auf dem Stadtgebiet von Sotschi von der A147 (früher M27) im Ortsteil Adler an der Schwarzmeerküste hinauf ins Gebirge über Krasnaja Poljana nach Esto-Sadok.
Die Straße erhielt die Nummer A149 im Jahr 2010. Zuvor trug sie die Nummer A148, die zugleich an die Sotschier Stadtautobahn (Dubljor Kurortnogo prospekta) vergeben wurde. Der Ausbau der früheren Regionalstraße A148, ihre Umnummerierung und Erhebung zur föderalen Fernstraße erfolgten im Zusammenhang mit den Vorbereitungen zur Ausrichtung der Olympischen Winterspiele 2014 durch Sotschi.